# Стигница (Мехединци)
Стигница (рум. Stignița) насеље је у Румунији у округу Мехединци у општини Пороина Маре. Oпштина се налази на надморској висини од 234 m.

## Становништво
Према подацима из 2002. године у насељу је живело 584 становника, од којих су сви румунске националности.